# Bad Boy (fumetto)
Bad Boy è una storia a fumetti scritta da  Frank Miller e disegnata da Simon Bisley. È stata pubblicata dalla casa editrice statunitense Oni Press nel 1997, il volume ha 77 pagine. In Italia è stata pubblicata dalla Panini Comics.
Il racconto è stato ristampato nel luglio del 2008 dalla casa editrice Dynamite Entertainment, con due copertine diverse, una di Bisley e l'altra di Miller.

## Trama
In un futuro non troppo lontano, in quello che sembra in apparenza un mondo perfetto senza conflitti, Jason un bambino sui dieci anni che conduce quella che all'apparenza sembra una vita tranquilla con due genitori che si prendono cura di lui. Jason tuttavia è perseguitato ogni notte da forti incubi nei quali scappa di notte in un prato, inseguito da grotteschi cyborg dall'aspetto di soldati. Venendo catturato, a Jason viene messa una maschera soporifera facendogli perdere i sensi. Svegliato dallo strano sogno Jason, si ritrova in ospedale fiancheggiato dai genitori che si mostrano dispiaciuti per la sua condizione.
Jason non ha alcun ricordo della sua vita passata, dubitando anche del suo stesso nome e vede i suoi stessi genitori come degli estranei. Guarito dalle ferite, la famiglia sale infine su un jet facendo ritorno a casa. Durante il volo i genitori spiegano di trovarsi in un mondo nuovo, senza più guerre, conflitti e inquinamento. Preso da un impulso di ribellione, Jason afferra la cloche del jet facendolo precipitare in un campo di forza. Perdendo conoscenza, Jason sogna nuovamente la sua fuga nel prato erboso inseguito dai cyborg, ricordato però stavolta, di una bambina di nome Rachel che lo incoraggia a raggiungerla oltre la recinzione. Jason intuisce che forse non si tratta di un sogno ma di un ricordo recente. Il bambino si risveglia trovandosi di nuovo in ospedale senza ricordi, con un occhio nero, affiancato dai genitori.
Saliti nel Jet, Jason ha l'impulso di afferrare i comandi, ma le cinture di sicurezza gli impedisce di muoversi. Jason, non credendo alle parole dei genitori, decide di stare al gioco, consapevole di non essere in grado sopraffarli. Giunti a casa, andando nella sua camera, Jason ritrova il suo gatto Adolf, che è stato geneticamente modificato, avendo acquisito intelligenza e facolta di parlare la lingua umana. Jason rammenta di quando lo raccolse abbandonato in mezzo alla strada e che si occupò di lui, insieme ai suoi veri genitori. Lasciato solo, i falsi genitori di Jason, discutono rabbiosi la presenza del gatto di cui avevano cercato di sbarazzarsene. Andato a dormire, Jason sogna di nuovo la sua fuga con Rachel. Nel pieno della notte, Jason è pronto a scappare ma i genitori irrompono implorandolo di fermarsi: Jason si rifiuta e si butta nel vuoto.
Ciò si rivela un ologramma e che ha solo fatto un salto di quattro metri. Jason comprende infine di trovarsi in un mondo di falsità e che vuole più di tutto scappare. Jason capisce che la fuga con Rachel non era un sogno e che ciò è accaduto davvero, e che i ferri messi alle sue gambe sono stati messi per limitare i suoi movimenti in caso di fuga. Venendo inseguito di nuovo dai cyborg, Jason recita di cadere venendo infine catturato. Trattenendo il respiro quando gli viene messa la maschera soporifera, evita di perdere i sensi facendo solo finta di svenire. Prelevato da un'astronave, Jason incrocia lo sguardo di Rachel, che ammette di essere rimasta nascosta da tre giorni, ma è convinta che Jason alla fine la raggiungerà. Portato in un ospedale, Jason resta ammaliato, dalla comparsa di una bella infermiera, che ordina di far chiamare i genitori adottivi. Riuscendo a eludere i suoi sorveglianti Jason, riesce a restare cosciente scoprendo parte del piano.
Venendogli affidati dei nuovi genitori adottivi, facendo ritorno per l’ennesima volta al suo quartiere, a bordo del jet, Jason afferra i comandi facendo espellere i suoi genitori prima che questi lo catturino, riuscendo a evitare stavolta il campo di forza, raggiungendo lo steccato dove c'è Rachel ad aspettarlo. Improvvisamente Jason soffre dolori lancinanti allo stomaco comprendendo dell’innesto immesso dall’infermiera per poterlo monitorare. Con uno sforzo feroce, Jason riesce a mantenere il controllo, superando il perimetro. Raggiunta Rachel e Adolf, Jason si trova davanti a un burrone. Rachel ammette di avere ispezionato tutto il posto e non c’è punto, dove si può vedere il fondo. I cyborg ricompaiono in quel momento pronti a catturare entrambi. Jason, stanco di quello che ha passato, salta con Adolf dal precipizio, rivelandosi per l’ennesima volta un ologramma. Facendo un salto di pochi metri, Jason atterrà in una zona boschiva, venendo prelevato da un uomo e da una donna giunti in quel momento, che lo soccorrono portandolo via, asserendo che è il primo e il solo che sia riuscito a scappare. Jason cerca di incoraggiare Rachel a gettarsi ma la donna gli spiega che non può sentirlo. Portato su una moto con Adolf, i quattro si danno infine alla fuga e Jason comprende di essere finalmente riuscito a scappare.
Darlene e Chaz offrono a Jason di stare con loro per tutto il tempo che vuole, promettendogli di raccontargli cosa è successo nel mondo. Fumando una sigaretta, Jason si prepara per un lungo viaggio per scoprire la verità su se stesso, commentando di essere finalmente libero e vivo.

## Personaggi
- Jason: Il protagonista della storia. È un ragazzo intrappolato in un mondo distopico e surreale. Non ha memoria del suo passato e intuisce subito che tutto quello che lo circonda, inclusi i suoi genitori è una falsità per fargli credere di essere al sicuro. Nonostante abbia l'aspetto di un bambino di dieci anni, viene detto in modo indiretto che Jason è un adulto, prigioniero nel corpo di un minorenne. Egli alla fine ricorda la sua vera famiglia e il suo vecchio mondo, anche se allo spettatore nulla verrà rivelato. Jason sembra essere l'esperimento principale di un piano gestito da coloro che governano nell'ombra per creare l'utopia perfetta. Jason è ribelle, coraggioso e determinato a scoprire la verità sulla sua identità e sulla natura della realtà che lo circonda. Riuscirà infine a scappare dalla falsa utopia ed essere finalmente libero.